# Duck Key (Middle Keys)
Pour les articles homonymes, voir Duck Key.
Duck Key est une île des Keys, archipel des États-Unis situé dans le golfe du Mexique au sud de la péninsule de Floride. Elle est située dans les Middle Keys et relève administrativement du  comté de Monroe.